# Rhizomys pruinosus
Rhizomys pruinosus is een zoogdier uit de familie van de Spalacidae. De wetenschappelijke naam van de soort werd voor het eerst geldig gepubliceerd door Blyth in 1851.

## Voorkomen
De soort komt voor in Cambodja, China, India, Laos, Maleisië, Myanmar, Thailand en Vietnam.